# 雷斯科

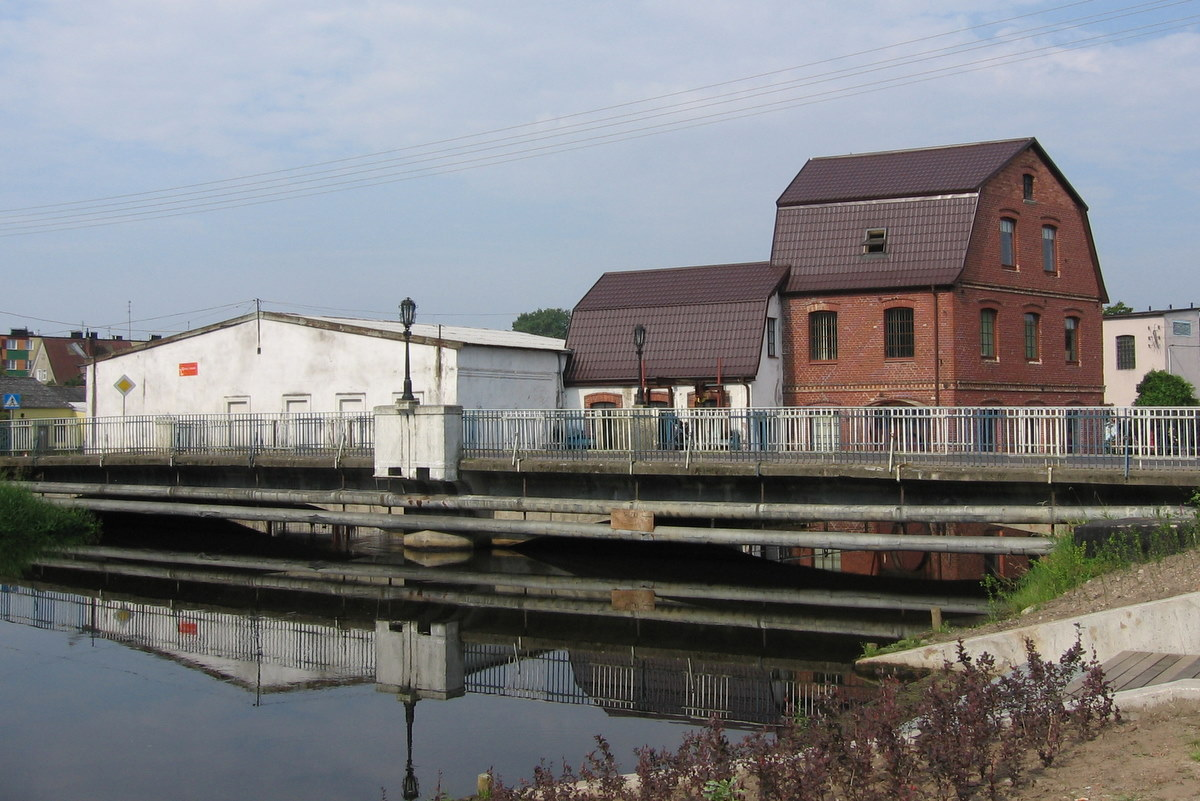

雷斯科是波蘭的城鎮，位於該國西北部雷加河畔，距離首府什切青90公里，由西波美拉尼亞省負責管轄，面積4.49平方公里，每年平均降雨量711毫米，2006年人口4,377。

## 外部連結
- Official town website （页面存档备份，存于）

53°46′N 15°24′E / 53.767°N 15.400°E